# Arturo Ros Murgadas
Arturo Pablo Ros Murgadas (ur. 10 czerwca 1964 w Vinalesa) – hiszpański duchowny katolicki, biskup pomocniczy Walencji w latach 2016-2023, biskup diecezjalny Santander od 2023.   

## Życiorys
Święcenia kapłańskie otrzymał 29 czerwca 1993 i został inkardynowany do archidiecezji walenckiej. Pracował głównie jako duszpasterz parafialny. W latach 2000–2005 kierował seminarium w Walencji, a w latach 2010–2016 był biskupim wikariuszem.
27 czerwca 2016 papież Franciszek mianował go biskupem pomocniczym archidiecezji Walencja, ze stolicą tytularną Ursona. Sakry udzielił mu 3 września 2016 kardynał Antonio Cañizares Llovera. 
31 października 2023 został przeniesiony przez papieża Franciszka na urząd biskupa diecezjalnego diecezji  Santander. Ingres odbył 16 grudnia 2023.